# Millesimo
Millesimo (en lígur: Millëximo o Merexo, localment Merezu o Mresciu, en piemontès: Mresù) és un comune (municipi) a la província de Savona a la regió italiana de Ligúria, situat a uns 60 quilòmetres a l'oest de Gènova i uns 25 quilòmetres al nord-oest de Savona.
Millesimo limita amb els següents municipis: Cengio, Cosseria, Murialdo, Osiglia, Pallare, Plodio i Roccavignale.